# Taimuras Dsambekowitsch Mamsurow

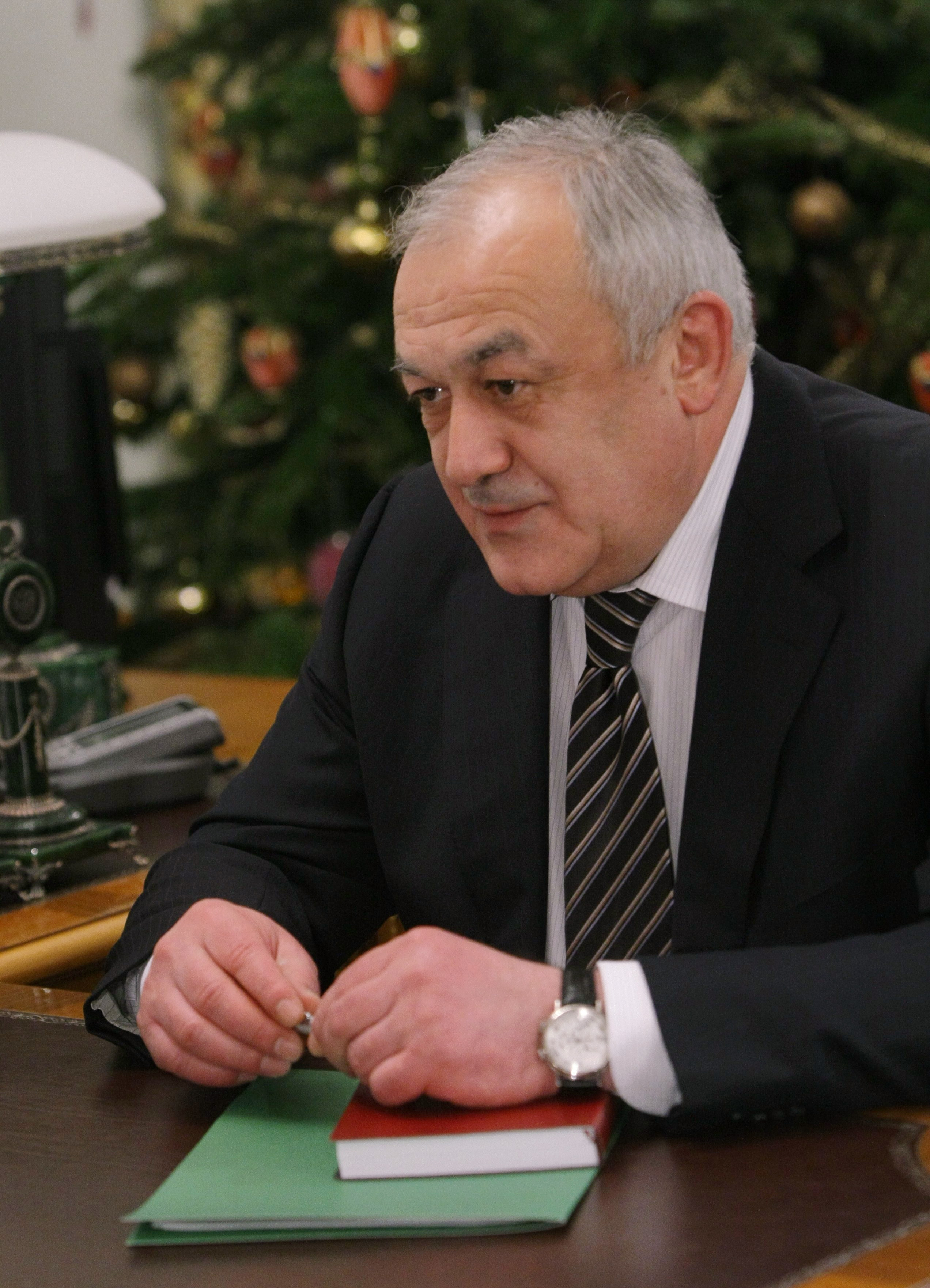
Taimuras Mamsurow

Taimuras Dsambekowitsch Mamsurow (russisch Таймураз Дзамбекович Мамсуров, ossetisch Мамсыраты Дзамбеджы фырт Таймураз; * 13. April 1954 in Beslan) ist ein russischer Politiker. Er war Präsident der russischen Teilrepublik Nordossetien-Alanien im Nordkaukasus.

## Werdegang
Mamsurow absolvierte 1976 sein Studium an der Fakultät für Industrie- und Bauwesen des Nordkaukasischen Metallurgischen Instituts. 1989 schloss er sein Aspirantur-Studium an der Akademie für Gesellschaftswissenschaften beim Zentralkomitee der KPdSU ab. Zwischen 1983 und 1986 war er Erster Sekretär des Regionalkomitees der sowjetischen Jugendorganisation Komsomol. Von 1990 bis 1994 bekleidete Mamsurow die Position des Vorsitzenden des Exekutivkomitees im Rat des nordossetischen Volksdeputierten. Danach war er als Verwaltungsleiter der Provinz Prawobereschni (Правобережный) tätig.
Im März 1995 wurde Mamsurow ins Parlament der Republik Nordossetien-Alanien gewählt, wo er zum stellvertretenden Parlamentsvorsitzenden ernannt wurde. Nach dem Sieg von Alexander Dsassochow bei den Präsidentschaftswahlen im Februar 1998 erfolgte seine Berufung zum Vorsitzenden der nordossetischen Regierung.
Nach dem Rücktritt von Dsassochow wurde Mamsurow vom russischen Präsidenten Wladimir Putin für den Präsidentenposten der Republik Nordossetien-Alanien vorgeschlagen. Im Juni 2005 wurde seine Kandidatur vom nordossetischen Parlament offiziell bestätigt.
Mamsurow ist Mitglied des nordossetischen Zweigs der regierenden Partei Einiges Russland und gilt als überzeugter Kreml-Loyalist.
Im April 2015 gab Mamsurow bekannt, nicht mehr für das Amt des Präsidenten der Teilrepublik kandidieren zu wollen. Zwei Monate später schied er aus seinem Posten aus.